# Responsabilidad ambiental
La responsabilidad ambiental se refiere generalmente a tener la responsabilidad de cuidar el medio ambiente para mejorar el mundo y el de las nuevas generaciones. Ejemplo: "La responsabilidad ambiental de las empresas petroleras es grande debido a la contaminación del mar y las playas provocada por los derrames".
Hans Jonas propone un imperativo que, siguiendo formalmente el imperativo categórico kantiano, ordena: “obra de tal modo que los efectos de tu acción sean compatibles con la permanencia de una vida humana auténtica en la Tierra”. Dicho imperativo se conoce como el "principio de la responsabilidad" y es de gran importancia en ecología y derecho ambiental.
La responsabilidad ambiental recae tanto en los individuos, como en las empresas, países y en la especie humana en su conjunto.
En la responsabilidad ambiental también se debe evaluar el hecho de la "reparación por daño ambiental". Desde el campo de las ciencias jurídicas, pueden surgir diferentes clases de responsabilidades ante este supuesto como sería la responsabilidad civil por daño ambiental, la responsabilidad penal por daño ambiental y la responsabilidad administrativa por daño ambiental.
Parte de esta responsabilidad ambiental recae en las organizaciones, como principales fuentes de contaminación ambiental. Es por esto que hoy en día las empresas deben incluir dentro de sus programas estrategias que minimicen el impacto ambiental, una de ellas es la política de implementar tecnologías limpias con cero emisiones.
La tecnología de punta sucia en una empresa con la tecnología que al ser aplicada que produce efectos secundarios o trasformaciones al equilibrio ambiental o a los sistemas naturales (ecosistemas). 
Este proceso de adaptación comenzó a desarrollarse de manera palpable en los países industrializados a finales de los años sesenta, y tomó carta de naturaleza sobre todo a partir de la Conferencia de Estocolmo de 1972, y de la aceptación por la OCDE, en la misma época, del principio de "el que contamina paga". Desde entonces, todos los países industrializados han venido acumulando una extensa normativa medioambiental para el control de las actividades industriales, y en respuesta a la misma, la tecnología y los métodos de producción industrial han intentado adaptarse a las nuevas restricciones, aunque con decisión y acierto muy variables por parte de las diferentes empresas, ramas industriales y países.
Sobre tecnologías limpias, lo más destacable, es la reducción de los desechos no biodegradables, y la autosostenibilidad ambiental, es decir, la reposición del gasto ecológico causado por la actividad manufacturera. Un ejemplo, si una compañía maderera piensa utilizar 10 000 árboles, deberá reponerlos íntegramente y además pagar por el uso del recurso.
Las ventajas del uso de tecnologías limpias son: desarrollo sostenible, administración limpia de recursos. Dentro de las desventajas se encuentra: aumentos considerables en los costos de producción y fabricación.
Otras acciones que puede tomar la empresa como parte de su responsabilidad ambiental son:
- La inclusión del medio ambiente y todo lo que esto implica, dentro de la estrategia de la empresa
- La implementación de una correcta práctica o una buena conducta en lo relacionado con el medio ambiente.
- El seguimiento, respeto y cumplimiento de las leyes ambientales que se encuentren vigentes en el momento en cuestión.
- La instauración de algunas reglas y compromisos voluntarios que no tienen una obligación legal.
- Realizar análisis del impacto que tiene la empresa en el medio ambiente debido a las actividades que desempeña.
- La puesta en marcha de un departamento especializado en medio ambiente y la selección del personal adecuado para este.
- El desarrollo de ciertos programas informativos y de educación ambiental para todas las personas que trabajan en la empresa (empleados, obreros, gerentes y directivos).
- Realizar mejoras ambientales en los productos y servicios a los que se dedican, como por ejemplo, el fabricar productos con un costo ambiental de fabricación que sea mínimo, el fabricar productos de los llamados  "verdes" o "ecológicos" o, el realizar productos con posibilidad de reciclaje.
- Ahorrar energía de todo tipo.
- No realizar impresiones innecesarias de correos electrónicos.
- Utilizar ordenadores portátiles en lugar de ordenadores de sobremesa. Los portátiles consumen un 50% menos de energía.

Google también ha iniciado medidas para abordar la sostenibilidad de las empresas. El programa Google Finance, que analiza datos financieros sobre grandes compañías en bolsa, ha incluido un apartado donde evalúa la aportación de estas al medio ambiente. Las pequeñas empresas también pueden utilizar Internet como canal para reducir su impacto ambiental, por ejemplo con el simple acto de comprar un green hosting que produce 0 kg de CO₂ al año -un servidor web convencional produce 630 kg al año-.